# Sidi Jaber
Sidi Jaber (arabiska: سيدي جابر) är en ort i Marocko, som i folkräkningen räknas som stad i landskommunen med samma namn. Den ligger i provinsen Béni Mellal och regionen Béni Mellal-Khénifra, 180 km söder om huvudstaden Rabat. Antalet invånare var 4 671 vid folkräkningen 2014.